# Anna Hübler
Anna "Annie" Hübler, gift Horn, född 2 januari 1885 i München, Bayern, död där 5 juli 1976, var en tysk konståkare. Hon vann guld vid olympiska spelen 1908 i London i paråkning. Hennes medtävlare var Heinrich Burger. Hon vann även två VM-guld med Heinrich Burger.